# Herbie vild och galen
Herbie vild och galen, amerikansk spelfilm från 1980 från Walt Disney Productions, baserad på karaktärer skapade av Gordon Buford. Filmen är den fjärde i filmserien om Volkswagen-bubblan Herbie, och föregicks av Herbie i Monte Carlo från 1977. Ytterligare en film om Herbie, Herbie: Fulltankad, kom 2005.

## Handling
Pete Stancheck har fått bilen Herbie av sin farbror, och ska ställa upp med den i Brasiliens Grand Prix. Men samtidigt gömmer sig en mexikansk föräldralös pojke i Herbie, och på kryssningsfartyget på vägen till Brasilien ställer Herbie och pojken till med så många upptåg att kaptenen bestämmer sig för att dumpa Herbie i havet. Men Herbie kommer upp på land med hjälp av pojken och tillsammans försöker de sen stoppa ett gäng från att stjäla antika guldföremål.